# Électorat de Cologne
Vers 953 – 1803
Entités précédentes :
- Comté ripuaire de Cologne

Entités suivantes :
- Département de la Roer (1797)
- Duché d'Arenberg-Meppen (1803)
- Landgraviat de Hesse-Darmstadt (1803)

La principauté archiépiscopale, puis l’électorat de Cologne (en allemand Erzstift und Kurfürstentum Köln), fut un État du Saint-Empire romain germanique. L'archevêque de Cologne, déjà seigneur temporel de la principauté archiépiscopale de Cologne, devint en outre en 1356 l'un des trois princes-électeurs du cercle électoral du Rhin, aux côtés de l'archevêque de Mayence et de l'archevêque de Trèves.
Cologne avait ainsi un triple statut : ville libre d'Empire, siège d'un électorat, et siège d'un archidiocèse.
L'électorat se composait des entités suivantes : 
1. Le Haut-Électorat (sur le Rhin, entre les duchés de Juliers et de Berg) ;
2. Le Bas-Électorat (entre les États de Juliers et de Trèves) ;
3. Le duché de Recklinghausen ;
4. Le duché de Westphalie.

Il avait pour villes principales : Bonn (chef-lieu général), Andernach, Zülpich, Brühl, Deutz, Rheinsberg, Recklinghausen, Geseke, Arensberg.

## Histoire

### Constitution de la principauté archiépiscopale de Cologne
La constitution des possessions temporelles se fait progressivement au cours du Moyen Âge. En 953, l'empereur Otton Ier nomme son frère Brunon archevêque de Cologne et duc de Lotharingie. C'est probablement depuis cette époque que les archevêques possèdent le comitatus sur la ville de Cologne elle-même. Progressivement, les comtés avoisinant de la rive gauche du Rhin se morcellent entre une multitude de seigneurs que les archevêques réussissent à s'attacher par des liens de vassalité, de sorte qu'une bande d'environ vingt-cinq kilomètres de profondeur le long de la rive gauche du Rhin allant de Rolandseck à Rheinberg, restera en leur possession.

### Développement jusqu'en 1803
Dès 1028, l'archevêque de Cologne obtient le droit de couronner l'empereur, car l'ancienne ville impériale d'Aix-la-Chapelle se trouve dans le territoire de l'archevêché. Dès 1031, l'archevêque de Cologne devient également archichancelier de l'empire pour l'Italie.
En 1067, ce territoire est agrandi avec les terres impériales autour d'Andernach, puis, plus tard, avec Deutz, Godesberg, Linz am Rhein, Altwied et le comté de Liedberg (Liedberg). Ce territoire est plus que doublé sous le règne de l'archevêque Philippe Ier de Heinsberg : l'empereur Frédéric Barberousse lui donne en effet en 1180 le duché de Westphalie, détaché du duché de Saxe, ainsi qu'Engern, pour récompenser l'archevêque de sa loyauté dans la lutte contre le duc Henri le Lion (Henri XII de Bavière).
L'archevêque Conrad de Hochstaden élargit les possessions de l'archevêché vers le sud en y ajoutant les possessions de sa propre famille qui disparaît avec lui en 1261. L'archevêché est à son apogée sous son règne. Comme il a pris position très tôt contre l'empereur Frédéric II et s'est battu aux côtés du pape, Conrad a sa confiance. Le souverain pontife fait de lui et de ses successeurs des légats apostoliques. Les archevêques ne pourront toutefois jamais imposer leurs nouveaux pouvoirs.
À la suite de la guerre de succession du Limbourg qui a lieu à la fin du XIIIe siècle, la ville même de Cologne ne fait plus partie des territoires où s'exerce l'autorité temporelle de l'archevêque. Elle devient une ville libre, et se trouve rattachée au cercle de Westphalie. Les archevêques de Cologne ne résident alors plus dans la ville et s'établiront à Bonn de 1597 à 1801.
L'archevêché de Cologne n'en reste pas moins l'un des plus en vue de l'empire. L'archevêque devient l'un des sept princes-électeurs de l'empire à la suite de la proclamation de la Bulle d'Or de 1356 qui définit leur statut. La principauté archiépiscopale devient alors un électorat.
L'archevêché avait acquis le comté de Hülchrath (Hülchrath) en 1314, permettant de faire la jonction entre la Haut et le Bas-Électorat. En 1368, le comté d'Arensberg (Arnsberg) est à son tour acheté par l'archevêché et devient le centre du duché de Westphalie. Cette possession est confirmée par Frédéric III lors de la guerre de succession de Gueldre et la ville d'Arnsberg devient capitale du duché, résidence secondaire du prince-électeur et lieu de réunion de la diète du duché. En revanche, les tentatives répétées d'absorber l'évêché voisin de Paderborn échouent. À la suite de la querelle de Soest qui a lieu de 1444 à 1449, l'archevêché doit de plus céder Soest et Xanten au duché de Clèves.
Les efforts pour créer un territoire uni et la mauvaise gestion conduisent l'électorat à la ruine économique dès la première moitié du XIVe siècle. Ses capacités d'action politique en sont également réduites. À part des acquisitions territoriales mineures, on peut considérer que la formation de l'électorat est terminée au milieu du XVe siècle.

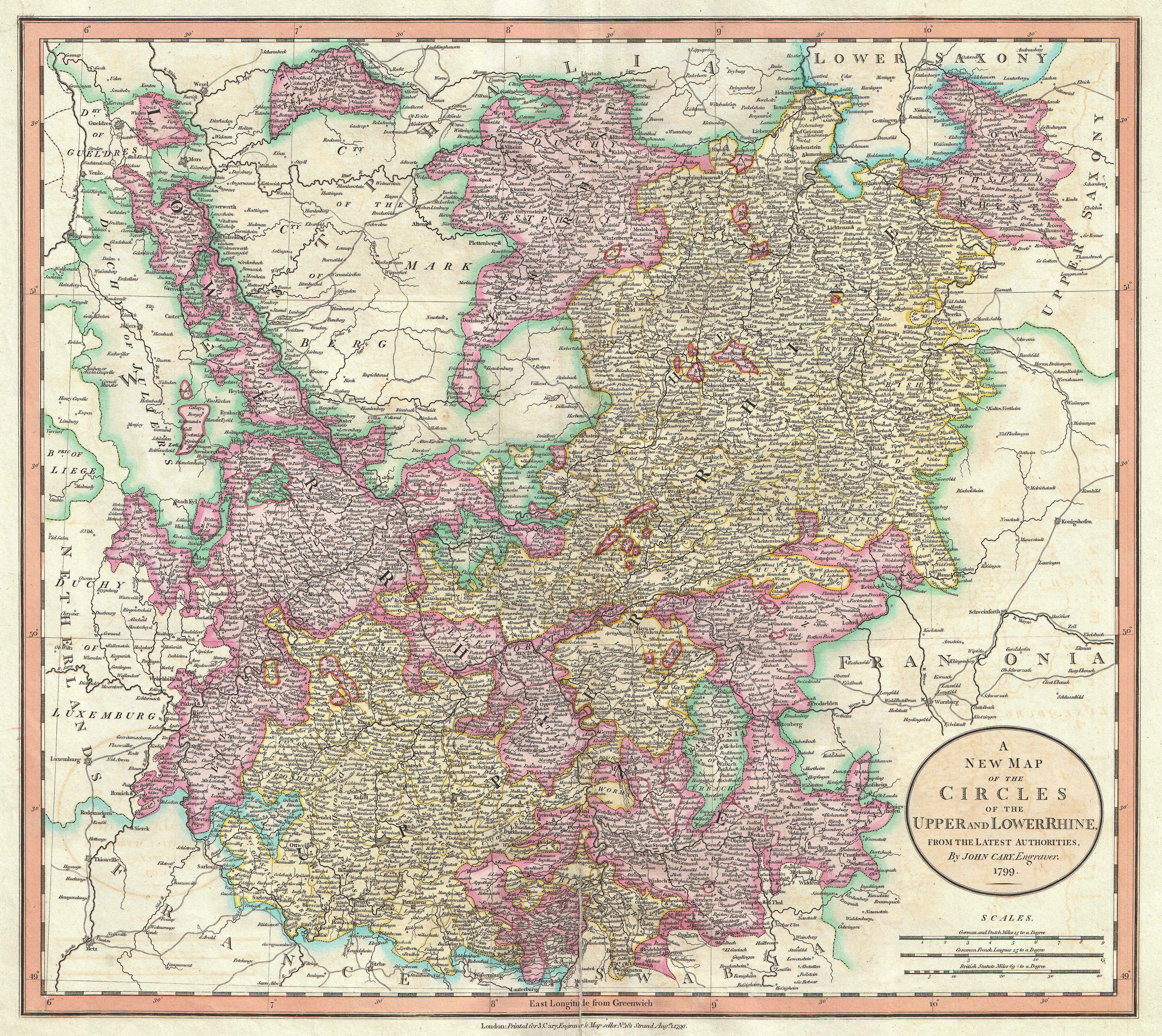
L'électorat de Cologne (en rose).

Au XVIe siècle, les princes-électeurs Hermann V de Wied et Gerhard Truchsess de Waldbourg font deux tentatives, dans les années 1540 et 1580, pour passer à la Réforme et de transformer l'électorat en un duché temporel. La deuxième tentative échoue à la suite de la guerre de Cologne (1583-1588). De 1583 à 1761, l'électorat est constamment tenu par des archevêques issus de la maison bavaroise des Wittelsbach. Durant cette époque, l'électorat soutient la politique principalement pro-française et antihabsbourgeoise des ducs de Bavière.

### Fin de l'électorat
Dès 1794, tous les territoires à l'ouest du Rhin sont occupés par la France. En 1797, la République cisrhénane est proclamée à l'ouest du Rhin.
Lors de la paix de Lunéville en 1801, tous les territoires situés sur la rive gauche du Rhin sont annexés par la République française. Le dernier électeur, Maximilien-François d'Autriche, frère de la reine de France Marie-Antoinette d'Autriche, meurt la même année.
En 1803, biens et terres de l'électorat sont sécularisés et partagés entre le duché de Nassau, le landgraviat de Hesse-Darmstadt, le comté de Wied-Runkel et le nouveau duché d'Arenberg-Meppen (comté de Recklinghausen). L'existence de l'électorat cesse ainsi trois ans avant que le Saint-Empire romain germanique lui-même ne disparaisse en 1806.